# Linå (vandløb)
 For alternative betydninger, se Linå. (Se også artikler, som begynder med Linå)
Linå er en godt ti kilometer lang  å i Silkeborg Kommune. Den har sit udspring i Bjarup Mose, vest for Låsby og løber hovedsageligt mod vest  forbi Mollerup og efter en stor bue mod  nord forbi landsbyen Linå, hvorefter den svinger mod nord, forbi Skellerup og Jyllandsringen, hvorefter den løber ud i Gudenåen lige nord for Resenbro.

## Eksterne kilder og henvisninger
1. ↑  Omrentlig mål med redskab på miljoegis.mim.dk

56°11′17.1″N 9°39′14.24″Ø / 56.188083°N 9.6539556°Ø